# Hambarine
Hambarine es una localidad del Municipio de Prijedor, Bosnia y Herzegovina. 

## Geografía
La aldea de Hambarine está localizada en una zona ondulada. En sus proximidades se encuentran:
- Zecovi y Čarakovo, al este.
- Rakovčani y Rizvanovići y Bišćani al oeste.

## Población
De acuerdo al censo de 2013, Hambarine incluía a la aldea homóloga y a Juričke, Donja Mahlala y Gornja Mahlala. 
|                          | 2013          | 1991          | 1981          | 1971          | 1961          |
| ------------------------ | ------------- | ------------- | ------------- | ------------- | ------------- |
| Total                    | 1238 (100.0%) | 2876 (100.0%) | 2499 (100.0%) | 2123 (100.0%) | 1548 (100.0%) |
| Bosniacos (o musulmanes) | 1139 (92%)    | 2768 (96,24%) | 2038 (81,55%) | 2063 (97,17%) | 1238 (79,97%) |
| Serbios                  | 53 (4,2%)     | 52 (1,808%)   | 2038 (81,55%) | 41 (1,931%)   | 54 (3,488%)   |
| Yugoslavos               | -             | 26 (0,904%)   | 383 (15,33%)  | 4 (0,188%)    | 241 (15,57%)  |
| Otros                    | 38 (3,07%)    | 23 (0,800%)   | 31 (1,240%)   | 11 (0,518%)   | 1 (0,065%)    |
| Croatas                  | 6 (0,48%)     | 7 (0,243%)    | 5 (0,200%)    | 2 (0,094%)    | 5 (0,323%)    |
| Roma                     | -             | -             | 11 (0,440%)   | -             | -             |
| Albaneses                | -             | -             | 11 (0,440%)   | 2 (0,094%)    | 9 (0,581%)    |

## Educación y Cultura
La aldea dispone de una escuela primaria.
El Centro Juvenil Hambarine opera en las instalaciones de la escuela primaria. Es una organización humanitaria y sin fines de lucro.

## Hambarine durante la Guerra de Bosnia
Antes del comienzo de la Guerra de Bosnia en 1992, los grupos paramilitares bosnio-musulmanes estaban activos en el área de Prijedor y las TO (Fuerzas de Defensa Territorial) tenían presencia en Hambarine, aunque no contaban con armas antitanque. Se llevaron algunas armas a la aldea y se almacenaron en el centro comunitario para su uso en caso de un ataque. Sin embargo, eran anticuadas y no aptas.
El 22 de mayo de 1992, hubo un incidente armado que involucró a entre cinco y seis soldados serbobosnios en un puesto de control bosnio-musulmán cerca de Hambarine. Más tarde ese día, los serbios llegaron a la localidad en un tanque y presentaron un ultimátum a los aldeanos para entrega de las armas. El tanque disparó cuatro proyectiles al pueblo esa noche.
Varias personas fueron asesinadas en el área de Hambarine y Ljubija entre el 23 de mayo y el 1 de julio de 1992. El 23 de mayo, se emitió una transmisión a través de Radio Prijedor llamando a varias personas identificadas, a rendirse y advertir que todas las armas en posesión de los no serbios deberían ser entregados a las autoridades o Hambarine sería atacado. Alrededor del mediodía, la localidad fue bombardeada desde diferentes direcciones y durante varias horas. La antigua mezquita fue atacada. Después de varias horas de fuego de artillería, las fuerzas serbias entraron en el área apoyadas por uno o dos tanques. Después de un breve período de combates intermitentes, los líderes bosnio-musulmanes locales recogieron las armas restantes de los aldeanos y las entregaron a las fuerzas serbias, así como la mayoría de las armas que habían pertenecido al TO y la fuerza policial local.
La población bosnio-musulmana abandonó Hambarine y escapó a las aldeas de Čarakovo, Zecovi, Rizvanovići, Rakovčani y Donja Ljubija y algunos al bosque cerca de Kurevo. Simultáneamente con la desocupación de la aldea, comenzaron a saquear y devastar propiedades bosnias. Durante la noche bombardearon los pueblos de Gornji Volar y Šurkovac. Al menos 50 casas a lo largo de la ruta Hambarine - Prijedor fueron dañadas o destruidas por las fuerzas serbias.
Las unidades que participaron en el ataque del 23 de mayo contra Hambarine incluyeron unidades del 1.º Cuerpo de la Krajina, incluida la 6° Brigada de Krajina y la 43°- Brigada Motorizada, la Policía de Seguridad de Prijedor (SJB), la Sección de Intervención y miembros de grupos paramilitares serbios de Bosnia.
Según el Tribunal Penal Internacional para la ex Yugoslavia durante el juicio que declaró culpable a Ratko Mladić del crimen de genocidio entre otros, además de la matanza de musulmanes, consideró probado que el 21 de mayo de 1992 Hambarine fue bombardeado por las fuerzas serbobosnias y que el 23 de mayo de 1992, el VRS, actuando conjuntamente con los grupos paramilitares y de la policía, de nuevo bombardeó Hambarine. El Tribunal encontró los implicados en el ataque de Hambarine en el robo de bienes, incluyendo objetos de valor, automóviles, tractores después de que fue atacado el 21 de mayo de 1992. Los damnificados eran bosniomusulmanes.
El 9 de junio de 1992, los soldados que vestían uniformes y cascos de color verde oliva llegaron a una tienda y café en Hambarine, que saquearon y posteriormente incendiaron.
Al menos seis musulmanes bosnios fueron asesinados por las fuerzas serbias en las zonas de Hambarine y Ljubija entre el 23 de mayo y el 1 de julio de 1992.
Radovan Karadžić, Ratko Mladic y otros serbobosnios fueron declarados culpables por estos crímenes.

## Religión
La Stara džamija u Hambarinama  (Antigua mezquita de Hambarine) (44 ° 56’18.1 ”N 16 ° 40’33.1” E) data del XVIII, restaurada en 1936. Su construcción es de piedra con un minarete de madera tradicional, construida en los días del dominio otomano. La misma fue incendiada del 22 al 23 de mayo de 1992, según la información en los registros de la Comunidad Islámica de Prijedor. Fue quemada por lo que su techo y el minarete desaparecieron, su interior fue destruido quedando a cielo abierto. Los muros perimetrales permanecieron de pie hasta la línea del techo.
La nueva mezquita de Hambarine se inauguró el 8 de agosto de 2008.